# Gunnar Andreasen (bokser)
 For alternative betydninger, se Gunnar Andreasen. (Se også artikler, som begynder med Gunnar Andreasen)
Niels Henry Gunnar Andreasen (31. marts 1914 i Faxe – 4. februar 1996 i København) var en dansk bokser, som deltog under Sommer-OL 1936. Han boksede for Valby IK i København.
I 1936 blev han elimineret i anden runde i vægtklassen mellemvægt under Boksning under Sommer-OL 1936 efter at han tabte en kamp mod Tin Dekkers.